# Ansiedad infantil
La ansiedad infantil es un término que se utiliza para describir la ansiedad en los niños. Llamamos ansiedad a toda una serie de mecanismos de respuesta de nuestro cuerpo ante señales de peligro.  Además, existen diferentes trastornos de ansiedad en los niños.

## Trastornos de ansiedad infantil
1. Ansiedad por separación.
2. Mutismo selectivo
3. Fobia
4. Ansiedad social
5. Trastorno de pánico
6. Agorafobia
7. Ansiedad generalizada[1]

## Síntomas de ansiedad infantil
1. Preocupación excesiva
2. Evitación de situaciones
3. Problemas de conducta
4. Nerviosismo
5. Somatizaciones
6. Introversión
7. Dificulta para respirar o palpitaciones
8. Sudoración
9. Comerse las uñas (manos, pies)[2]